# 達達尼爾條約

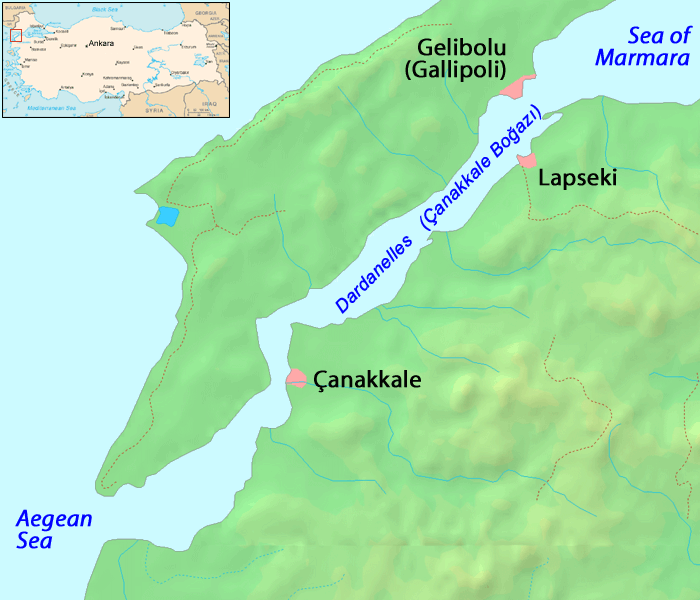
中間狹長水道為達達尼爾海峽。

達達尼爾條約 （又稱為達達尼爾和平、商業及秘密聯盟條約或恰納卡萊條約）是鄂圖曼帝國與英國於1809年1月5日在土耳其恰納卡萊達成的條約。
該條約結束了1807－1809年的英土戰爭。鄂圖曼帝國廣泛地恢復了英國在其帝國中的商業及法律特權，而英國則承諾會以自己的艦隊及供應武器給伊斯坦堡來保護鄂圖曼帝國以對付法國的威脅。條約申明沒有任何勢力的戰船可進入達達尼爾海峽及博斯普魯斯海峽。達達尼爾條約為1841年的倫敦海峽公約預先作準備；在倫敦海峽公約中，其他強國也承諾遵守同樣的原則。

## 參看條目
- 英土戰爭
- 1700年－1799年條約列表

## 外部連結
- 大英百科全書－恰納卡萊條約 （页面存档备份，存于） （英文）
- The Encyclopedia of World History (2001) （英文）